# Поникве (Чайниче)
Поникве (серб. Поникве) — населенный пункт (деревня) в общине Чайниче, который принадлежит энтитету Республике Сербской, Босния и Герцеговина. По результатам югославской переписи населения 1991 года в Поникве проживало 167 человек.

## География
Поникве делится на две части — Горне Поникве и Донье Поникве.

## Население
В населении деревни значительно преобладают сербы, других национальностей в деревне мало.
| 1991                           | - | - | - | - | - | - |
| ------------------------------ | - | - | - | - | - | - |
| 167                            | - | - | - | - | - | - |
| Гистограмма динамики населения |   |   |   |   |   |   |

### Национальный состав населения
На 1991 год:
- сербы — 157 человек (94,01 %);
- хорваты — 0 человек (0,00 %);
- мусульмане — 0 человек (0,00 %);
- югославы — 7 человек (4,19 %);
- другие и неизвестно — 3 человека (1,79 %).

## Прочее
Распространённые в селе фамилии: Кнежевич, Иванович, Танаскович, Дачевич, Тошич, Драгаш, Грбович, Ковачевич.